# Töreboda (commune)
La commune de Töreboda est une commune suédoise du comté de Västra Götaland, peuplée d'environ 9 260 habitants (2020). Son chef-lieu se situe à Töreboda.

## Localités principales

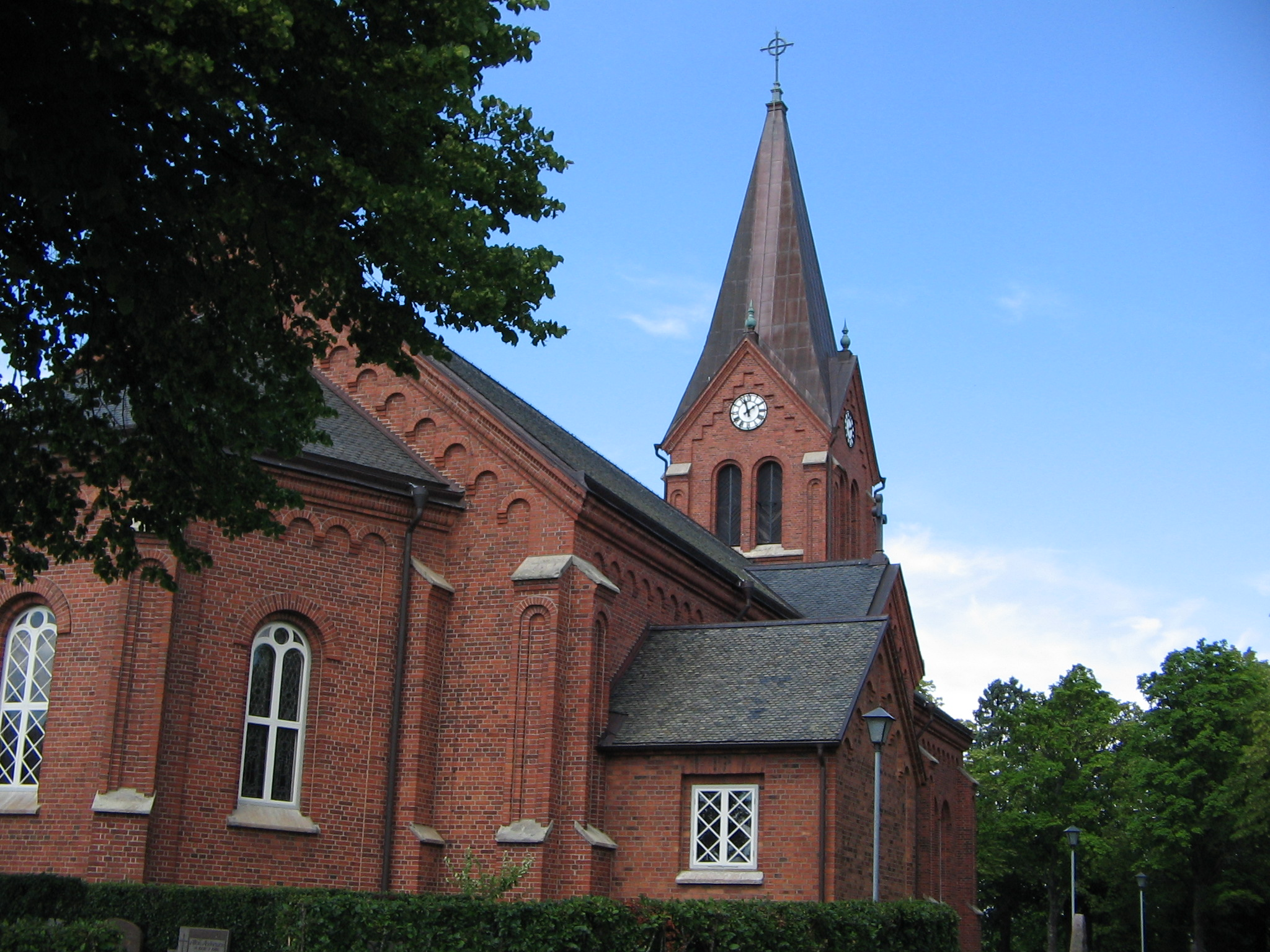
L'église à Töreboda, 2005

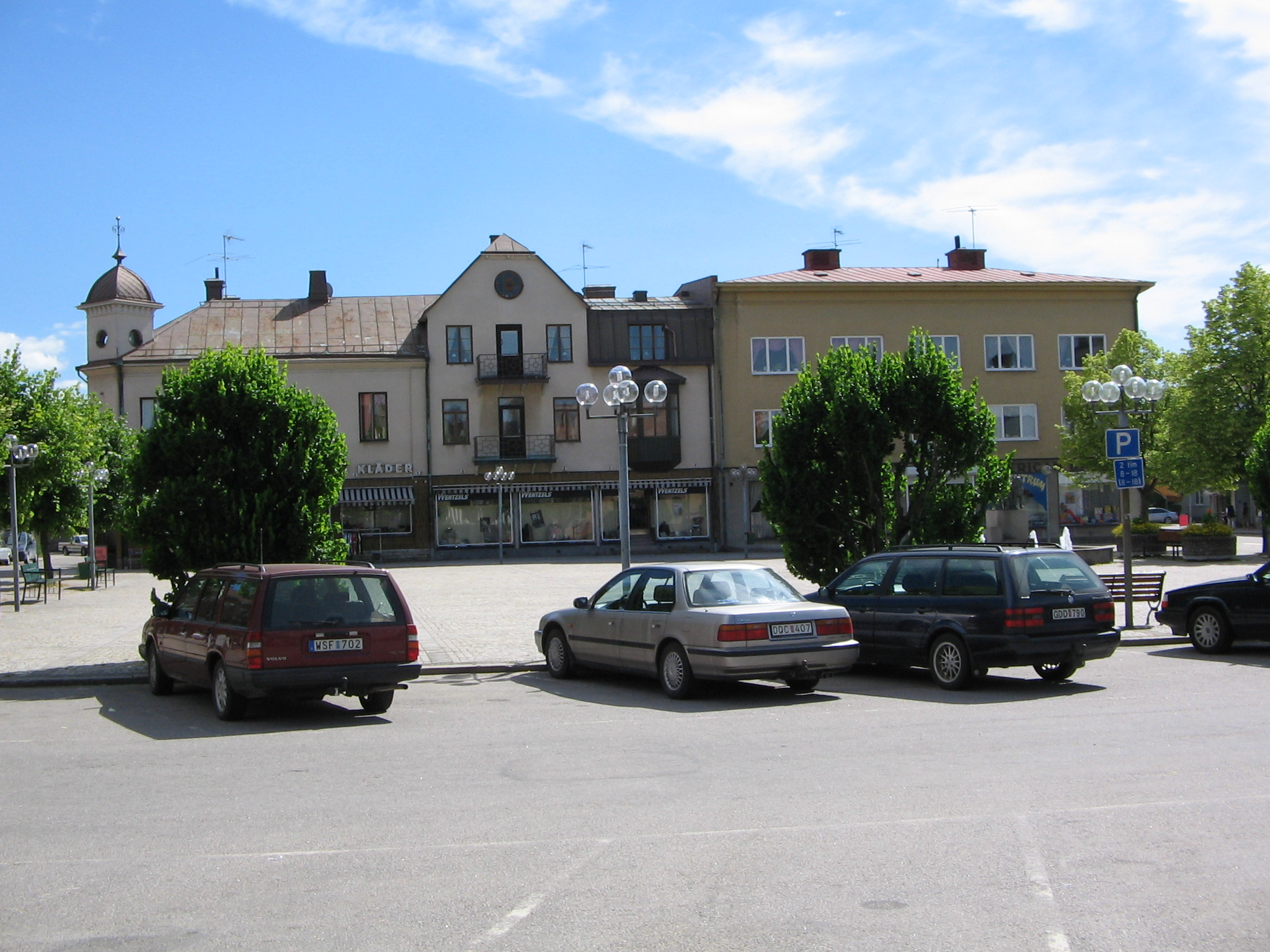
Centre-ville de Töreboda, 2005

- Älgarås
- Moholm
- Töreboda